# Candice Michelle
Candice Michelle Beckman-Ehrlich (ur. 30 września 1978 w Milwaukee, Wisconsin) – amerykańska wrestlerka, modelka i aktorka. Posiadaczka tytułu mistrzowskiego kobiet WWE Women’s Championship (2007) oraz mistrzostwa kategorii „open” WWE 24/7 Championship (2019).

## Kariera

### Początki w WWE i stajnia Vince’s Devils (2004–2006)
W lipcu 2004 pojawiła się w programie WWE Diva Search, mającym na celu wyłonienie nowych wrestlerek do federacji World Wrestling Entertainment (WWE). Pomimo tego, iż Beckman nie znalazła się w finałowej dziesiątce uczestniczek, otrzymała kontrakt w WWE jako wizażystka i charakteryzatorka gimmicków. Do końca 2004 występowała również na Raw biorąc udział w konkursach bielizny i tańcu limbo.
W czerwcu 2005 została przeniesiona na SmackDown, gdzie weszła w storyline pomiędzy Torrie Wilson a Meliną. W lipcu 2005 zadebiutowała na pay-per-view The Great American Bash (2005), gdzie była specjalną sędziną w Bra and Panties matchu pomiędzy Torrie a Meliną. Pod koniec sierpnia 2005 Michelle i Wilson stały się antagonistkami wydarzeń kiedy zaatakowały werbalnie zwyciężczynię WWE Diva Search 2005 – Ashley Massaro. Następnie dołączyła do nich Victoria tworząc stajnię Ladies in Pink, która następnie otrzymała miano Vince’s Devils (ang. Diabełki Vince’a) – na cześć prezesa federacji WWE Vince’a McMahona. Następnie Michelle w ramach stajni Vince’s Devils prowadziła rywalizację z Massaro oraz pomagała wygrywać swoimi sojuszniczkom podczas ich walk interweniując lub odciągając uwagę przeciwniczek. Następnie prowadziła rywalizację z Trish Stratus i Mickie James. Na gali Taboo Tuesday (2005) otrzymała pierwszą szansę na zdobycie tytułu WWE Women’s Championship jednak została wyeliminowana przez Massaro. W kwietniu 2006 stajnia Vince’s Devils uległa rozpadowi po tym jak od Torrie odwróciły się Michelle i Victoria podczas odsłonięcia okładki kwietniowego wydania magazynu Playboy. Po tym wydarzeniu Michelle prowadziła rywalizację z Torrie Wilson do końca czerwca 2006. W lipcu 2006 na moment trafiła do Extreme Championship Wrestling (ECW). Jeszcze w lipcu tego samego roku stała się protagonistką na Raw i zaczęła rywalizację z Victorią, która została zakończona prawdziwą kontuzją Michelle po tym jak Victoria kopnęła ją w twarz, powodując złamanie nosa i skrzywienie przegrody nosowej.

### Women’s Championship, różne rywalizacje i kontuzje (2007–2009)
W styczniu 2007 powróciła na gali New Year’s Revolution i rozpoczęła rywalizację z Meliną, a jej tag team partnerką w tego typu walkach została Mickie James. Po swój pierwszy tytuł mistrzowski – WWE Women’s Championship sięgnęła podczas gali Vengeance: Night of Champions, gdzie pokonała Melinę stając się pierwszą uczestniczką WWE Diva Search, która sięgnęła po ten tytuł w federacji WWE. Następnie na gali The Great American Bash (2007) obroniła tytuł w walce rewanżowej z Meliną. W sierpniu 2007 rozpoczęła feud z Beth Phoenix zakończony utratą tytułu mistrzowskiego kobiet na rzecz Phoenix podczas gali No Mercy w październiku 2007. Kolejno niedługo później uległa kontuzji w postaci złamania obojczyka.
Powróciła dopiero w lutym 2008 podczas jednego z odcinków Raw nadal prowadząc rywalizację z Beth Phoenix. W marcu 2008 podczas walki u boku Marii przeciwko Jillian Hall i Victorii, Candice zraniła się w lewe ramię, rozrywając bliznę na wcześniej złamanym lewym obojczyku. W przeciwieństwie do poprzedniej kontuzji, złamała obojczyk w czterech różnych miejscach przez co została zastąpiona przez Ashley Massaro podczas Playboy BunnyMania Lumberjill matchu na gali WrestleMania XXIV. We wrześniu 2008 ponownie powróciła na Raw prowadząc przez kolejne miesiące rywalizację z Beth Phoenix jednak bez żadnych sukcesów mistrzowskich. W kwietniu 2009 została przeniesiona do brandu SmackDown jednak nigdy nie wystąpiła na żadnej tygodniówce tej promocji, a jej kontrakt wygasł w czerwcu 2009 przez co opuściła federację WWE.

### Federacje niezależne i powrót do WWE (2017; 2019–obecnie)
W grudniu 2017 wzięła udział w kończącej karierę wrestlerki walce przeciwko Lisie Marie Varon podczas gali Blizzard Brawl federacji House of Hardcore (HoH). Do WWE powróciła 22 lipca 2019 podczas specjalnego odcinka Raw Reunion w segmencie z Meliną, Naomi oraz posiadaczką pasa WWE 24/7 Championship – Kelly Kelly, której Michelle pogratulowała zdobycia tego mistrzostwa. Po tym jak Melina ujawniła siebie jako sędzinę, Candice stała się antagonistką i zaatakowała Kelly Kelly odbierając jej mistrzostwo 24/7 i stając się drugą kobietą, która sięgnęła po ten tytuł – kilkanaście sekund później straciła pas na rzecz Alundry Blaze.

### Inne media
W 1999 zaczęła karierę aktorską i w modelingu co zaowocowało kilkoma występami w różnych czasopismach, np. Lowrider czy w 2002 w czerwcowym wydaniu magazynu Playboy gdzie była Cyber Girl of the Week. Od 2002 do ok. 2006 była fetish modelką występującą pod pseudonimem artystycznym Mackenzie Montgomery.
W październiku 2002 wystąpiła gościnnie w serialu erotycznym Hotel Erotica emitowanym w nocnym paśmie kanału Cinemax. W 2007 pojawiła się w pięciu odcinkach teleturnieju Family Feud wraz z kilkoma innymi zawodnikami i zawodniczkami WWE. Również w 2007 znalazła się na 82. miejscu listy 100 najbardziej pożądanych kobiet (100 Most Desirable Women) stworzonej przez portal internetowy AskMen.com.
W 2005 Beckman zwróciła uwagę show-biznesu, kiedy pojawiła się w reklamie dla dostawcy domen internetowych Go Daddy, która została wyemitowana podczas meczu futbolu amerykańskiego Super Bowl XXXIX. W reklamie zagrała postać imieniem Nikki Capelli, która miała problem z zapięciem paska u bluzki typu spaghetti strap i przesłuchiwana była przez panel zajmujący się cenzurą nieodpowiednich treści. Reklama była parodią wydarzenia z 2004 kiedy to przez przypadek podczas koncertu Janet Jackson odsłonięta została jej prawa pierś. Po emisji tej reklamy Michelle stała się symbolem seksu zyskując sławę jako „Miss GoDaddy.com” i „Go Daddy Girl”.
Pojawiła się jako grywalna postać w trzech grach komputerowych: WWE SmackDown vs. Raw 2007, WWE SmackDown vs. Raw 2008 i WWE SmackDown vs. Raw 2009.
W 2008 wystąpiła w programach Project Runway oraz reality show Redemption Song. W 2009 pojawiła się wraz z Beth Phoenix i Laylą El w lutowym wydaniu magazynu dotyczącego kulturystyki i fitnessu – FLEX. Zagrała również role cameo w amerykańskich serialach takich jak Ich pięcioro czy Siódme niebo oraz filmach: Kocurek, Dwóch gniewnych ludzi i Zabawy z piłką.

### Tytuły i osiągnięcia
- Pro Wrestling Illustrated
  - Największy progres roku (2007)
  - Sklasyfikowana na 10. miejscu wśród 50 wrestlerek w rankingu PWI Female 50 w 2008 roku.
  - Zawodniczka roku (2007)
- World Wrestling Entertainment/WWE
  - WWE Women’s Championship (1 raz)
  - WWE 24/7 Championship (1 raz)

1Candice Michelle była w latach 2007–2021 pierwszą kobietą, która wygrała ranking w kategorii „Największy progres roku” (Most Improved Wrestler of the Year) czasopisma Pro Wrestling Illustrated - w 2021 ranking ten wygrała Britt Baker jako druga w historii zawodniczka.

## Życie prywatne
Ma pochodzenie niemieckie i kostarykańskie. W młodości grywała w koszykówkę oraz kibicowała klubowi futbolu amerykańskiego Green Bay Packers.
Na początku maja 2005 poślubiła Kena Gee Ehrlicha – masażystę i chiropraktyka. Para doczekała się trójki córek: AkiAnne Rose (ur. 2010), Ryumi Grace (ur. 2012) i Aloha Von Ehrlich (ur. 2015). Na swoim ciele posiada kilka tatuaży, z których jeden dotyczy jej chrześcijańskich przekonań. W 2008 Michelle, Batista, Shelton Benjamin i Josh Mathews reprezentowali WWE podczas konwencji wyborczej Partii Demokratycznej.